# Rivière Inconnue (rivière Maicasagi)
Pour les articles homonymes, voir Inconnu.
La rivière Inconnue est un affluent de la rivière Maicasagi située à Eeyou Istchee Baie-James, dans la région administrative du Nord-du-Québec, dans la province canadienne de Québec, au Canada.
Le cours de la rivière Inconnue traverse les cantons de la Ribourde, de Daine, de Krieghoff, de Montalambert, de La Rouvillière et de Monseignat.
Le bassin versant de la rivière Inconnue est desservi par une route secondaire longeant la rive nord de la rivière Waswanipi et se détachant de la route 113 reliant Lebel-sur-Quévillon à Chibougamau ; ainsi que par la route secondaire R1018 (sens Nord-Sud) venant de Matagami et qui enjambe la rivière Maicasagi.

## Géographie
Les principaux bassins versants voisins de la rivière Inconnue sont :
- côté Nord : lac Yapuouichi, rivière Maicasagi, ruisseau Huguette, rivière la Trève ;
- côté Est : Lac La Trève, rivière la Trève, rivière Caupichigau, rivière Chibougamau ;
- côté Sud : rivière Waswanipi, lac Waswanipi ;
- côté Ouest : lac au Goéland, rivière Waswanipi, rivière Nomans.

La rivière Inconnue prend sa source à l'embouchure du Lac La Ribourde (altitude : 339 m). Ce lac est connexe au lac Daine situé du côté Est. Cette source de la rivière est située au sud-est de l'embouchure de la rivière Inconnue (confluence avec la rivière Maicasagi)  au nord-est du centre-ville de Matagami.
À partir de l'embouchure du lac de tête, la rivière Inconnue coule sur environ 73 km selon les segments suivants :

### Partie supérieure de la rivière Inconnue
- vers l'est, en traversant le lac Inconnu (altitude : 334 m) sur sa pleine longueur ;
- vers le sud-ouest en serpentant jusqu'à la limite est du canton de Montalembert ;
- vers l'ouest dans le canton de Montalembert, jusqu'à la rive est du lac Capisisit ;
- vers l'ouest en traversant le lac Capisisit (altitude : 307 m) sur sa pleine longueur ;

### Partie inférieure de la rivière Inconnue
- vers l'ouest, jusqu'à la limite Est du canton de Rouvillière ;
- vers le sud-ouest, jusqu'à la confluence d'un ruisseau (venant du Sud-Est) ;
- vers l'ouest, puis vers le Nord, jusqu'à la confluence de la rivière Nomans (venant de l'ouest) ;
- vers le nord, jusqu'à son embouchure[2].

La rivière Inconnue se déverse sur la rive gauche de la rivière Maicasagi laquelle coule vers l'ouest jusqu'à la rive est du lac Maicasagi. Puis le courant traverse vers le sud-ouest par le Passage Max pour se déverser dans le lac au Goéland. Ce dernier est traversé au nord-ouest par la rivière Waswanipi qui est un affluent du lac Matagami. L'embouchure de la rivière Inconnue située au nord-est de l'embouchure de la rivière Maicasagi (confluence avec le lac Maicasagi) au nord-ouest du village de Waswanipi.

## Toponymie
Le toponyme « rivière Inconnue » a été officialisé le 5 décembre 1968 à la Commission de toponymie du Québec, soit à la création de cette commission